# 평행사변형

정의에 따른 평행사변형의 그림

평면 기하에서 평행사변형(平行四邊形)은 두 쌍의 대변이 각각 평행한 사각형이다. 유클리드 기하에서 평행사변형의 대변 또는 마주보는 두 변은 길이가 같고 대각의 크기가 같으며, 이는 유클리드 기하의 평행선 공준의 직접적인 결과이다. 3차원에서는 평행육면체가 대응된다.

## 평행사변형의 성질

### 평행사변형에서 두 대각선은 서로 다른 대각선을 이등분 한다.

#### 증명
{\displaystyle \triangle EAB} 와 {\displaystyle \triangle ECD}에서 {\displaystyle {\overline {AB}}\parallel {\overline {DC}}} 이므로
{\displaystyle \angle EAB=\angle ECD} (엇각) ……(1)
{\displaystyle \angle EBA=\angle EDC} (엇각) ……(2)
또, 평행사변형에서 대변의 길이는 같으므로
{\displaystyle {\overline {AB}}={\overline {DC}}} ……(3)
(1), (2), (3)에 의해 한 변의 길이가 서로 같고, 그 양 끝각의 크기가 각각 서로 같으므로
{\displaystyle \triangle EAB\equiv \triangle ECD}
{\displaystyle \therefore {\overline {EA}}={\overline {EC}},{\overline {EB}}={\overline {ED}}}이다.라고 한다

### 두 쌍의 대변의 길이는 각각 같다

#### 증명.
{\displaystyle \triangle ABC} 와 {\displaystyle \triangle CDA}에서 {\displaystyle {\overline {AB}}\parallel {\overline {DC}}} 이고 {\displaystyle {\overline {AD}}\parallel {\overline {BC}}} 이므로
{\displaystyle \angle BAC=\angle DCA} (엇각) …(1)
{\displaystyle \angle ACB=\angle CAD} (엇각) …(2)
{\displaystyle {\overline {AC}}}는 공통인 변이다. …(3)
(1), (2), (3)에 의해 한 변의 길이가 서로 같고, 그 양 끝각의 크기가 각각 서로 같으므로
{\displaystyle \triangle ABC\equiv \triangle DCA}
따라서
{\displaystyle {\overline {AB}}={\overline {DC}},{\overline {AD}}={\overline {BC}}}
이다.

### 두 쌍의 대각의 크기가 각각 같다.

#### 증명
{\displaystyle {\overline {BC}}}를 C 방향으로 연장해서 그 위의 임의의 점을 E 라고하자.
{\displaystyle \angle D=\angle DCE=\angle B} (동위각, 엇각)
같은 방법으로 {\displaystyle \angle A=\angle C}이다.

## 넓이
- 밑변의 길이를 {\displaystyle a} 그에 대한 높이를 {\displaystyle h}라 하면,

{\displaystyle S=ah}
- 이웃하는 두 변을 각각 {\displaystyle a} , {\displaystyle b} 그 끼인각의 크기를 {\displaystyle \theta }라 하면,

{\displaystyle S=ab\sin \theta }

## 특징
- 평행사변형은 사다리꼴이다.
- 마름모와 직사각형은 평행사변형이다.

대각선을 그은 평행사변형

- 두 벡터의 합을 구할 때 평행사변형법이 사용된다. 오른쪽 그림에서, DC 벡터와 DA 벡터의 합벡터는 DB 벡터이다.

## 중건
- 사각형 ABCD가 평행사변형일 필요충분조건들은 다음과 같다.

두 쌍의 대변이 평행하다.(정의)
두 쌍의 대변의 길이가 같다.
두 쌍의 대각의 크기가 같다.
두 대각선이 서로를 이등분한다.
한 쌍의 대변이 평행하고 그 길이가 같다.

## 여러 가지 사각형의 종류
| - 일반적인 사각형 - 사다리꼴 - 등변사다리꼴 - 연꼴 - 평행사변형 - 마름모 - 직사각형 - 정사각형 |

## 같이 보기
- 역평행사변형
- 톨레미 정리